# Дорогая Венди
«Дорогая Венди» (англ. Dear Wendy) — драма Томаса Винтерберга по сценарию Ларса фон Триера. Приз «Серебряный Святой Георгий» за лучшую режиссуру XXVII Московского кинофестиваля.

## Сюжет
Безымянный провинциальный город где-то в США.
Молодой парень Дик, мать которого давно умерла, а отец всё время проводит на шахте, по совету отца тоже устраивается туда на работу. Его няня, Кларабелл, каждый день встречает его после трудового дня и провожает домой, по пути покупая свои любимые шоколадные коврижки. Но Дику не нравится работа на шахте и он устраивается работать в магазин консультантом. Там он знакомится со странным малообщительным парнем Стиви.
Кларабелл уговаривает Дика пойти на день рождения к её внуку Себа́стиану. Дик его недолюбливает, но всё же соглашается. В качестве подарка он покупает игрушечный пистолетик, который чем-то западает Дику в душу. В итоге он дарит Себастиану укороченный вариант «Портрета Дориана Грея» Оскара Уайлда, а пистолет оставляет себе.
Проходит время, отец Дика умирает, Кларабелл уходит на заслуженный отдых, а Дик по-прежнему работает консультантом в магазине. Однажды он находит старый игрушечный пистолет и приносит его на работу. Стиви замечает, что это вовсе не игрушка, а револьвер калибра 6,35 мм. После этого Стиви объясняет Дику основы оружейного дела и показывает свой пистолет — «старую железяку». Затем они отправляются в заброшенную шахту испробовать пистолеты в деле. Дику приходится по душе новое увлечение оружием, по совету Стиви он дает своему револьверу имя — «Венди».
Дик и Стиви собирают вокруг себя группу ребят и основывают секретный клуб любителей оружия «Стиляги» (англ. The Dandies). Ключевым принципом клуба становится идея пацифизма — оружие ни при каких условиях не должно быть использовано против людей. Это увлечение привлекает ребят так, что они перестают задумываться о возможной опасности огнестрельного оружия...

## В ролях
| Актёр           | Роль      |
| --------------- | --------- |
| Джейми Белл     | Дик       |
| Билл Пуллман    | Крагсби   |
| Марк Уэббер     | Стиви     |
| Крис Оуэн       | Хьюи      |
| Элисон Пилл     | Сьюзен    |
| Дэнсо Гордон    | Себастиан |
| Майкл Ангарано  | Фредди    |
| Новелла Нельсон | Кларабелл |

## Интересные факты
- В сценарии Ларса фон Триера героям фильма было около двадцати лет, но Винтерберг решил внести изменения, сделав героев подростками. Позднее Триер заявил, что это была блестящая идея.
- Сценарист и режиссёр «Дорогой Венди» утверждают, что фильм не содержит скрытой агитации против оружия и рассказанная история не является политической аллегорией на тему «оружие в США».
- В картине использованы многие песни популярной в 1960-е годы британской поп-рок группы The Zombies: «She’s Not There», «Time of the Season» и другие.